# 半導体

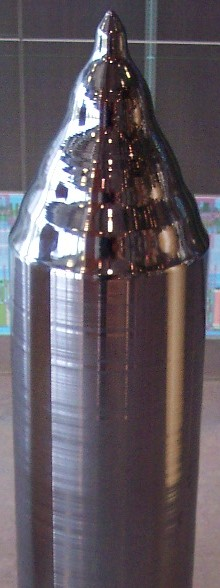
シリコン単結晶のインゴット

半導体（はんどうたい、英: semiconductor）とは、金属などの導体と、ゴムなどの絶縁体の中間の抵抗率を持つ物質である。半導体は、不純物の導入や熱や光・磁場・電圧・電流・放射線などの影響で、その導電性が顕著に変わる性質を持つ。この性質を利用して、トランジスタなどの半導体素子に利用されている。

## 概要

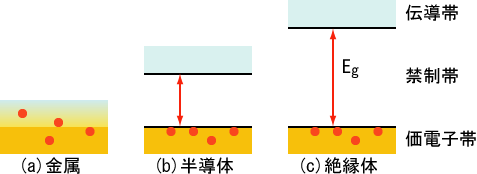
良導体（通常の金属）、半導体・絶縁体におけるバンドギャップ（禁制帯幅）の模式図。ある種の半導体では比較的容易に電子が伝導帯へと遷移することで電気伝導性を持つ伝導電子が生じる。金属ではエネルギーバンド内に空き準位があり、価電子がすぐ上の空き準位に移って伝導電子となるため、常に電気伝導性を示す。

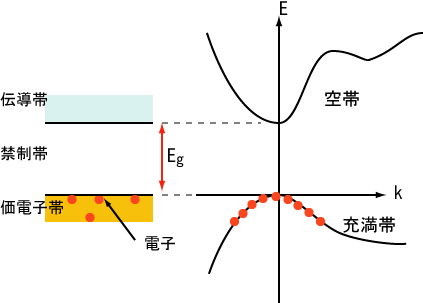
半導体のバンド構造の模式図。Eは電子の持つエネルギー、kは波数。Egがバンドギャップ。半導体（や絶縁体）では、絶対零度で電子が入っている一番上のエネルギーバンドが電子で満たされており（充満帯）、その上に禁制帯を隔てて空帯がある（伝導帯）。

半導体は、電気伝導性の良い金属などの導体と、電気抵抗率の大きい絶縁体の中間的な抵抗率をもつ物質である。代表的なものとしては元素半導体のケイ素、ゲルマニウム、化合物半導体のヒ化ガリウム、リン化ガリウム、リン化インジウムなどがある。
半導体の特徴は、固体のバンド理論によって説明される。
なお、バンド理論を用いれば、半導体とは、価電子帯を埋める電子の状態は完全に詰まっているものの、禁制帯を挟んで、伝導帯を埋める電子の状態は存在しない物質として定義される。

### 非オーム性抵抗
一般的に、抵抗は電流と電圧に関して比例的な関係を満たす、すなわちオームの法則が成り立つことからオーム性抵抗と呼ばれる。一方、電気回路においては、非オーム性抵抗素子はオーム性抵抗素子に劣らず重要である。
半導体が重要視される性質の一つは、半導体と金属、または半導体同士を適当に接触させることでさまざまな非オーム性抵抗が得られることにある。
具体的には、p型半導体とn型半導体をpn接合したダイオードや、n型半導体をp型半導体で挟んだ、もしくはp型半導体をn型半導体で挟んだトランジスタなどがある。太陽電池もpn接合を用いている。

### 熱電効果
半導体では通常、温度が上がると電気伝導性が増す。
室温では、キャリアが不純物原子から受ける束縛を離れて結晶中を動ける状態にある。言い方を変えれば、ドナーとアクセプターの原子は多くがイオン化しているが、温度が低下すると熱励起も弱くなり、不純物原子のクーロン引力による束縛の影響が相対的に大きくなる。キャリアが束縛を離れている温度の領域を飽和領域、あるいは出払い領域といい、キャリアが束縛を受ける温度領域を不純物領域という。また、温度を上昇させると価電子までもが熱励起され、キャリアの供給源となり、この温度領域を真性領域と呼ぶ。半導体素子として利用する場合は飽和領域が利用される。
逆バイアスされたpn接合などにおいて温度が上がりすぎると、キャリアの増加で電流が増加し、その抵抗発熱でさらに温度が上がる熱暴走が発生する。

### 材料
半導体となる材料には以下のものがある。
- IV族半導体：Si、Ge、フラーレン、カーボンナノチューブなど
- 化合物半導体
  - II-VI族半導体：ZnSe、CdS、ZnOなど
  - III-V族半導体：GaAs、InP、GaNなど
  - IV族化合物半導体：SiC、SiGeなど
  - I-III-VI族半導体：CuInSe2などカルコパイライト系半導体
- 有機半導体、導電性高分子

#### 原子層半導体デバイス

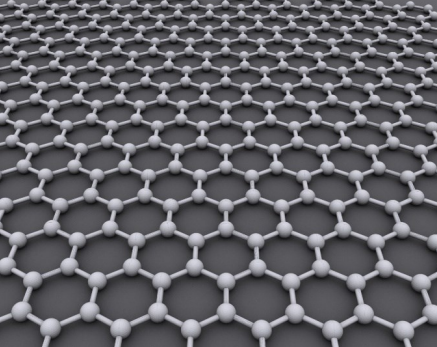
グラフェンの分子構造

半導体の材料としてグラフェンが注目されている。グラフェンは、炭素原子とその結合からできた蜂の巣のような六角形格子構造で、薄さはわずか 0.142 nm となっている。ダイヤモンド以上に炭素同士の結合が強く、平面内ではダイヤモンドより強い物質と考えられている。物理的にもとても強く、世界で最も引っ張りに強い。熱伝導も世界で最も良いとされ、電気の伝導度もトップクラスに良い物質である。 これらの特性から原子層半導体デバイスへの活用が期待される。

## 半導体の型
不純物や格子欠陥を全く含まない半導体を真性半導体と呼ぶ。真性半導体は、そのフェルミ準位は禁制帯の中央に位置し、全温度領域においてキャリアは価電子帯のエネルギーレベルにある電子の励起によってのみ供給されることから、電子回路に用いるような半導体素子としては使い難い。
半導体素子として用いることができるような半導体は、真性半導体にドーパントと呼ばれる微量の添加物を混ぜて不純物半導体とすることで作成する。このドープによって、半導体の電荷担体（キャリアと呼ぶ）である電子または正孔の密度が変化することとなるが、伝導現象を支配するキャリアとして電子が優勢である半導体をn型半導体、逆に正孔が優勢なものをp型半導体と呼ぶ。このような優勢なキャリアを多数キャリア、逆に劣勢なキャリアを少数キャリアと呼ぶ。n型半導体での多数キャリアは電子、少数キャリアは正孔である。p型半導体での多数キャリアは正孔、少数キャリアは電子である。
なお、p型半導体やn型半導体はドーピングしなければ作れないというわけではない。カーボンナノチューブはP型半導体として知られている。

### n 型半導体

n型半導体
シリコン（Si）にリン（P）をドープした例である。5つの赤い丸がリン由来の価電子。1つだけ余った e^{-} と書かれている電子が電荷の運び手となり結晶中を動く。

n型半導体とは、電圧がかけられると伝導電子や自由電子、ほとんど自由な電子とも呼ばれる電子の移動によって電荷が運ばれる半導体である。価数の多い元素をドーピングすることで作られる。例えばシリコンやゲルマニウムの結晶に、ヒ素などの5価の原子を混ぜることでn型となる。
不純物の導入によって生成されたキャリアは、導入された不純物原子から受けるクーロン引力により束縛される。ただしその束縛は弱く、ゲルマニウムのn型半導体では、電子束縛エネルギー = -0.01 eV、ボーア半径 = 4.2 nm 程度であるため、結晶内の原子間距離 0.25 nm、室温での熱励起は約 0.025 eV 程度では単独原子の束縛を離れて結晶の原子同士間を自由に動き、これらの原子は互いの電子を共有する状態となる。
バンド構造で言えば通常、ドーパント原子は禁制帯の上端付近にドナー準位を形成し、そこから熱エネルギーにて伝導帯へ励起される。フェルミ準位は禁制帯中のドナー準位に近い位置になる。

### p 型半導体

p型半導体
シリコン（Si）にホウ素（B）をドープした例。

電圧がかけられると正孔の移動によって電荷が運ばれる半導体である。価数の少ない元素をドーピングすることで作られる。例えばシリコン（4価）の結晶にホウ素などの3価の原子を混ぜることでp型となる。
電子が伝導帯側に遷移して価電子帯側の電子が不足することで生じる電子軌道上の空隙が正孔となる。結晶の原子同士間の自由電子が隣の正孔に移動することで正孔の位置は自由に移動でき、
電圧に応じて電子とは逆方向へ流れる。移動度は電子に比べて劣る。バンド構造で言えば、ドーパント原子は禁制帯の下端付近にアクセプター準位と呼ばれる空の準位を形成し、アクセプター準位へ価電子帯から熱エネルギーによって価電子が励起されることで、価電子帯に正孔が生じる。フェルミ準位は禁制帯中のアクセプター準位に近い位置になる。

## 歴史
1821年にトーマス・ゼーベックは半導体の特性の一つである熱電変換効果を発見した。
1839年にマイケル・ファラデーは硫化銀を加熱すると導電性が増し、冷やすと伝導性が低下する現象を発見した。
1839年にアレクサンドル・エドモン・ベクレルは薄い塩化銀で覆われた白金の電極を電解液に浸したものに光を照射時に電流が生じる光電効果を発見した。
1873年にウィロビー・スミスは光を照射するとセレンの電気抵抗が低下する事を発見した。
1874年にフェルディナント・ブラウンは硫化金属の伝導性と整流作用を観測したが、この効果は1835年に既にピエテル・サミュエル・ムンクがAnnalen der Physik und Chemieに記述しており、アーサー・シュスターは電線の表面の酸化銅の被膜に整流作用があることを発見していた。
1876年にウィリアム・グリルス・アダムスとリチャード・エヴァンス・デイはセレンの光電効果を観測した。
これらの事象を説明するためには20世紀前半の固体物理学の理論の構築を必要とした。
1878年にエドウィン・ホールは磁場のない時には等電位の部分が、磁場を印加すると電位差（ホール電圧）を生じるホール効果を発見した。
半導体を使用した素子は当初は理論が確立する前だったので手探りで製造された。
1880年にアレクサンダー・グラハム・ベルはセレンの感光特性を光線電話に使用した。
1883年に低効率で作動する太陽電池はチャールズ・フリッツによってセレンを塗布して金メッキを施した金属板を使用して製造された。これは1930年代以降、露出計として1970年代まで市販された。
1897年にジョゼフ・ジョン・トムソンによって電子が発見された。
1904年に硫化鉛製の高周波の点接触検波器の整流素子はジャガディッシュ・チャンドラ・ボースによって天然の方鉛鉱を使用した鉱石検波器として製造された。これは初期の鉱石ラジオに使用されて普及した。しかし、当時は作動の原理が不明で改良の方法も不明だった。
1906年にH.J. Roundは炭化珪素の結晶に電流を印加すると発光する現象を観測した。これは発光ダイオードの原型だった。
1922年にオレク・ロシェフも類似の現象を観測したが、当時はこの効果を実用化することができなかった。酸化銅とセレンを使用した電力整流器は1920年代に開発され、真空管整流器が普及するまで商業的に重要だった。
1922年にオレク・ロシェフは2接点式の負性抵抗増幅器を無線のために開発したが、彼は1942年にレニングラード包囲戦により38歳で餓死した。
第二次世界大戦前に赤外線の検出と光無線通信を目的とした素子が硫化鉛とセレン化鉛の材料で研究された。これらの素子は船舶や航空機の熱紋の捕捉と音声通話のために使用された。
およそ4000 MHz以上の周波数帯域では当時入手可能だった真空管では機能しなかったので点接触鉱石検波器はマイクロ波帯域を使用するレーダーの受信装置で使用された。戦争中には検波器を開発するために適した高純度のシリコン材料を製造するための研究開発が進められた。
検波器と電力整流器には信号の増幅は不可能だった。半導体増幅器の開発に多くの労力が費やされたが半導体材料への理論的な限界により失敗した。
1926年にユリウス・エドガー・リリエンフェルトは近代的な電界効果トランジスタの特許を取得したが、当時は実現しなかった。
1930年代には理論的には半導体による増幅器の出現はある程度予想されていたものの、実験の結果は芳しくなかった。これは当時の半導体の純度が低かったためで、半導体増幅器を実現するためには1950年代のゾーンメルト法の開発を待たなければならなかった。
1935年にO.Heilは半導体抵抗を面電極によって制御するMOSFETに類似の素子の特許を出願した。半導体（Te2、I2、Co2O3、V2O5 等）の両端に電極を取付け、その半導体上面に制御用電極を半導体ときわめて接近するが互いに接触しないように配置してこの電位を変化して半導体の抵抗を変化させることにより、増幅された信号を外部回路に取り出す素子だった。R. HilschとR. W. Pohlは1938年にKBr結晶とPt電極で形成した整流器のKBr結晶内に格子電極を埋め込んだ真空管の制御電極の構造を使用した素子構造で、このデバイスで初めて制御電極（格子電極として結晶内に埋め込んだ電極）に流した電流0.02 mA に対して陽極電流の変化0.4 mAの増幅を確認している。このデバイスは電子流の他にイオン電流の寄与もあって、素子の遮断周波数が1 Hz程度で実用上は低すぎた。
1938年にベル研究所のウィリアム・ショックレーとA. Holdenは半導体増幅器の開発に着手した。
1941年頃に最初のシリコン内のpn接合はRussell Ohlによって発見された。
1947年11月17日から1947年12月23日にかけてベル研究所でゲルマニウムのトランジスタの実験を試み、1947年12月16日に増幅作用が確認された。増幅作用の発見から1週間後の1947年12月23日がベル研究所の公式発明日となる。特許出願は、1948年2月26日にウェスタン・エレクトリック社によってジョン・バーディーンとウォルター・ブラッテンの名前で出願された。同年6月30日に新聞で発表された。この素子の名称はTransfer Resistorの略称で、社内で公募され、キャリアの注入でエミッターからコレクターへ電荷が移動する電流駆動型デバイスが入力と出力の間の転送する抵抗であることから、J.R.Pierseが「trans-sistor」としたことに由来す。
第二次世界大戦中にレーダーの開発に従事したドイツ人技術者のヘルベルト・マタレとハインリッヒ・ヴェルカー達が戦後にフランスのウェスティングハウスの子会社に勤務して半導体の機能の研究を進めており、ゲルマニウム上で点接触の電極間での増幅作用を観測していた。ベル研究所が"トランジスタ"を発表後、まもなくMataréのグループは彼らの"Transistron"増幅器を発表した。
1948年6月26日にウィリアム・ショックレーはバイポーラトランジスタの特許を出願した。
日本国内ではトランジスタの開発のニュースが1948年中頃に伝わり、1948年10月には東北大学の渡辺寧、東京大学の久保、電気試験所、東芝、日本電気、日立などの研究者によるトランジスタ勉強会がスタートした。この勉強会は1949年4月には日本電子機械工業会の文部省研究費によるトランジスタ研究連絡会に発展した。1948年11月には日本電気の小林正次によって無線と実験誌に日本で最初のトランジスタに関する解説記事が掲載された。続いて日本物理学会誌の1949年7 - 8月号に東京大学の山下次郎、澁谷元一による解説論文が発表された。この時点では、バイポーラトランジスタの動作原理は日米ともにまだ完全には理解されていなかった。
1950年4月3日には東京工業大学で開催された日本物理学会分科会で、トランジスタに関する日本で最初のシンポジウムが開催され、電気試験所から分割された逓信省電気通信研究所の岩瀬、浅川は、高純度ゲルマニウム単結晶を使用した点接触型トランジスタの試作、動作確認に日本で初めて成功した。
1952年5月7日に集積回路の原型はイギリスのレーダー科学者ジェフリー・ダマーによって概念が発表されたものの、当時は製造技術が未熟で実現には至らなかった。その後、テキサス・インスツルメンツのジャック・キルビーによって「Miniaturized electronic circuits」は1959年2月に出願され、1964年6月にアメリカ合衆国特許第 3,138,743号が登録された。フェアチャイルドセミコンダクターのロバート・ノイスの考案した「Semiconductor device-and-lead structure」は1959年7月に出願され、1961年4月にアメリカ合衆国特許第 2,981,877号が登録された。
1954年1月に神戸工業（現在の富士通テン）から合金接合型のゲルマニウムトランジスタが発売され、同年7月にはソニーから成長接合型ゲルマニウムトランジスタが発売された。成長接合型トランジスタの不良品を調査する過程で江崎玲於奈によってエサキダイオードが開発された。
1959年にはフェアチャイルド・セミコンダクターでプレーナー技術が開発された。プレーナー技術は後に集積回路で使用される。
1960年代の初頭にはウェスティングハウスが当時、テキサスインスツルメンツ、フェアチャイルドとは独立して「Molectronics」という名称の集積回路の開発を進めていて1960年2月にSemiconductor Product誌に掲載された記事に触発されて電気試験所でも同年12月に見方次第ではマルチチップ構造のハイブリッドICともいえるゲルマニウムのペレット3個を約1 cm角の樹脂容器に平行に配列した集積回路の試作に成功した。

### 半導体産業
1985年、世界の半導体メーカーの売り上げで上位10社のうち6社は日本企業であった。しかしその後は日米半導体協定を経て急速な凋落を辿る。